# Ioannis Malokinis
Ioannis Malokinis (řecky Ιωάννης Μαλοκίνης, 1880, Pireus, Attika – 1942) byl řecký plavec, účastník prvních novodobých olympijských her v Athénách v roce 1896, olympijský vítěz.
Sloužil jako poddůstojník na lodi Hydra, soutěžil v závodě na 100 metrů volným stylem, který byl určen výhradně pro řecké námořníky. Závod, kterého se zúčastnili pouze tři plavci z původních jedenácti přihlášených, jejichž válečné lodě kotvily v Pireu, vyhrál v čase 2:20,4. Tento čas byl téměř o minutu pomalejší než čas 1:22.2, který měl vítěz otevřeného závodu na 100 m volným stylem, Alfréd Hajós. Ve svých 16 letech se tak stal nejmladším olympijským vítězem.